# 와일드 카드 (카드)
카드 게임에서의 와일드 카드는 플레잉 카드 등에서 다른 카드의 대용이 가능한 특수한 카드다. 만능 카드, 또는 그 대용할 수 있는 능력을 나타낸다. 트럼프를 이용하는 카드게임에서는 조커가 와일드 카드인 것이 많다.
정식적인 룰에는 없고 로컬 룰로서 받아들여지기도 한다.

## 포커에서의 와일드 카드
조커를 와일드로 하는 경우
구체적인 예로서 포커에서 패가 하트 3, 4, 5, 6, 조커였을 경우, 조커를 하트의 7으로 간주해 스트레이트 플래시를 만들 수 있다. 덧붙여 와일드 카드를 이용해 만들어진 역은, 와일드 카드를 이용하지 않고 만든 역보다 약하다고 여겨지는 경우나, 비디오 포커 등에서는 배당이 낮아지는 경우가 있다.
듀스 와일드
듀스(2)를 와일드 카드로 하는 포커. 4매의 와일드 카드가 있게 된다.
포커에서 와일드 카드가 존재하면, 패 5매의 랭크를 모두 같게 할 수 있다. 이 손은 「파이브 오브 어 카인드」라고 불리며 로얄 플래시보다 상위의 역이 된다. 다만, 와일드 카드 없는 로얄 플래시보다 하위의 역이 되기도 한다.

## 대부호에서의 와일드 카드
대부호에서 조커는 시퀀스(계단)나 동수자 복수매 내밀기 안에 혼합해 사용할 수 있다는 룰도 있다. 조커 단독이라면 2(혁명시의 3)보다 강한 카드로 사용된다.